# 马有德
马有德（1921年1月—2015年12月4日），曾用名武林，经名伊斯哈都，男，回族，宁夏西吉人，中华人民共和国政治人物，曾任宁夏回族自治区人大常委会副主任，中共八大、十二大代表。